# Holopogon umbrinus
Holopogon umbrinus är en tvåvingeart som beskrevs av Werner Back 1909. Holopogon umbrinus ingår i släktet Holopogon och familjen rovflugor.
Artens utbredningsområde är Kalifornien. Inga underarter finns listade i Catalogue of Life.